# Política cambial
Política cambial é o conjunto de ações e orientações ao dispor do Estado destinadas a equilibrar o funcionamento da economia através de alterações das  taxas de câmbio (preço das  moedas estrangeiras medido em moeda nacional) e do controle das operações cambiais.

## Depreciação cambial
A depreciação cambial ocorre quando há um aumento no valor da taxa (preço da moeda estrangeira). Quando o câmbio deprecia, significa que o preço da moeda estrangeira sofre uma alteração positiva em relação a moeda doméstica (considerando taxa de câmbio direta, isto é: quando exprime o preço de uma unidade de moeda estrangeira em moeda nacional, exemplo: US$/R$). Essa variação, torna a moeda nacional mais barata em face das demais. A desvalorização da moeda tem um efeito benéfico sobre as exportações, que se tornam mais baratas e competitivas; consequentemente, tem um efeito nefasto sobre as importações, funcionando como instrumento corretor de desequilíbrios da balança de pagamentos. Neste raciocínio, está sempre implícita uma aceitável elasticidade das exportações e importações à taxa de câmbio, o que depende não só das condições do mercado externo mas fundamentalmente da estrutura econômica nacional. Se um Estado não produz um determinado bem essencial, a  importação desse bem não diminui, mesmo quando há um aumento das taxas de câmbio.
É preciso ter em conta que, a longo prazo, em Estados com baixa elasticidade e elevada dependência das importações, a queda das taxas de câmbio (desvalorização da moeda nacional) é geradora de inflação.
No âmbito internacional, o FMI tem competências na fiscalização e controle de abusos de manipulação deste instrumento. Os Estados não podem sistematicamente socorrer-se de instrumentos conjunturais como este para corrigir atrasos e défices estruturais da sua economia.

## Apreciação cambial
Por sua vez, a apreciação cambial é o aumento do valor da moeda doméstica em relação à moeda estrangeira. Apreciação cambial não é apreciação da taxa cambial. Na apreciação cambial o valor da taxa (preço da moeda estrangeira) cai e a moeda local sofre uma apreciação. Assim sendo, as exportações  tornam-se mais caras e perdem competitividade no mercado internacional, ao passo que as importações tornam-se mais baratas. Consequentemente, as empresas nacionais reduzem o seu volume de vendas, o que gera menos cash flow empresarial, menos receitas fiscais , redução do volume da produção, aumento da capacidade ociosa e do desemprego. A apetência pelas importações pode provocar danos à estrutura produtiva interna, criando uma dependência estrutural dos produtos do mercado externo.